# Chunjiang (köpinghuvudort i Kina, Jiangsu Sheng, lat 31,95, long 119,99)
Chunjiang (kinesiska: 春江, 春江镇) är en köpinghuvudort i Kina. Den ligger i provinsen Jiangsu, i den östra delen av landet, omkring 110 kilometer öster om provinshuvudstaden Nanjing. Antalet invånare är 140 958. Befolkningen består av 67 511 kvinnor och 73 447 män. Barn under 15 år utgör 11,0 %, vuxna 15-64 år 79 %, och äldre över 65 år 9,0 %.
Runt Chunjiang är det mycket tätbefolkat, med 2 103 invånare per kvadratkilometer. Närmaste större samhälle är Changzhou, 19,5 km söder om Chunjiang. Trakten runt Chunjiang består till största delen av jordbruksmark.
Genomsnittlig årsnederbörd är 1 390 millimeter. Den regnigaste månaden är juli, med i genomsnitt 250 mm nederbörd, och den torraste är januari, med 38 mm nederbörd.